# أماندا بيترسون
أماندا بيترسون (بالإنجليزية: Amanda Peterson)‏ هي ممثلة أمريكية، ولدت في 8 يوليو 1971 في الولايات المتحدة، وتوفيت بنفس المكان في 3 يوليو 2015.

## وصلات خارجية
- أماندا بيترسون على موقع IMDb (الإنجليزية)
- أماندا بيترسون على موقع روتن توميتوز (الإنجليزية)
- أماندا بيترسون على موقع ألو سيني (الفرنسية)
- أماندا بيترسون على موقع تيرنر كلاسيك موفيز (الإنجليزية)
- أماندا بيترسون على موقع أول موفي (الإنجليزية)
- أماندا بيترسون على موقع قاعدة بيانات الأفلام السويدية (السويدية)
- أماندا بيترسون على موقع قاعدة بيانات الفيلم (الإنجليزية)
- أماندا بيترسون على موقع كينوبويسك (الروسية)